# パルマス島事件
パルマス島事件（パルマスとうじけん、英語:Island of Palmas Case）とは、フィリピンミンダナオ島のサン・オーガスチン岬と、オランダ領東インド（当時）の北にあるナヌーサ群島の中間にある孤島パルマス島（別名ミアンガス島）の領有権を巡って、アメリカ合衆国とオランダが1906年から争った領土紛争である。最終的には、1928年に常設仲裁裁判所でオランダの領土であるとの判決が下された。

## 経緯

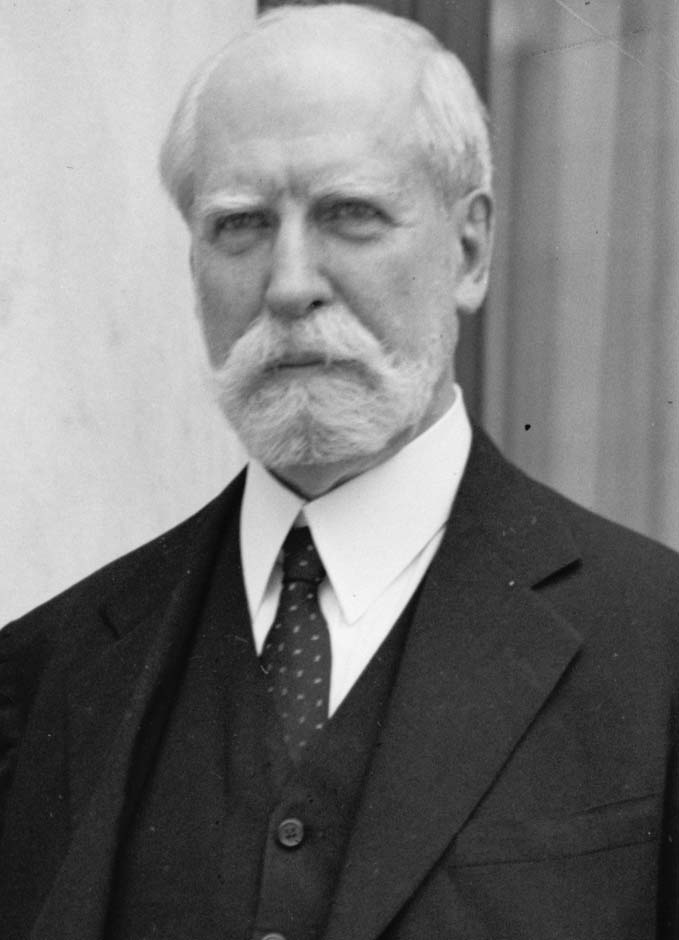
特別協定の締結に際してアメリカの特命全権大使を務めたチャールズ・エヴァンズ・ヒューズ。

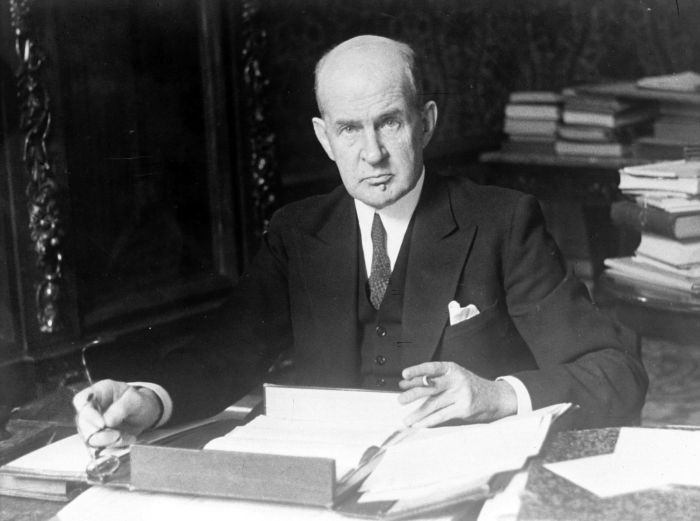
オランダの特命全権大使を務めたAndries Cornelis Dirk de Graeff。

1906年1月21日、当時フィリピンのモロ地方総督であったアメリカのウッド将軍がパルマス島を訪れたことが、事の発端であった。彼はこの島がアメリカ領であると信じていたが、彼を海上で迎えた船と島の海岸にオランダ国旗が掲げられていることに気が付き、このことをアメリカ陸軍長官に報告した。これ以前には、アメリカ、オランダ、スペインといった関係国の間で、パルマス島の領有権を巡る意見の不一致は表面化していなかった。
1906年3月31日からアメリカ、オランダ間の外交交渉が始まり、その結果1925年1月23日に両国の間で特別協定が結ばれた。

## 特別協定
以下、両国が締結した特別協定の内で主な条項を概説する。
- 前文

アメリカ合衆国とオランダは、パルマス島の領有権をめぐる意見の不一致を、国際法の原則および適用可能な条約に従って解決することを望む。
- 第1条

アメリカ合衆国とオランダは、上記意見の不一致を常設仲裁裁判所に付託することで合意する。この合意によって設置される裁判所は1名の仲裁裁判官で構成される。
仲裁裁判官は、パルマス島がアメリカ合衆国領土であるかオランダ領土であるかを決定することを任務とする。
両国政府は常設仲裁裁判所の裁判官名簿から仲裁裁判官を指名する。仲裁裁判官の指名について両国が合意に至ることができなかった場合には、スイス大統領に仲裁裁判官の指名を委任する。
- 第8条

両国は、仲裁裁判官によって下された裁定を受け入れる義務がある。この裁定は最終判決であり、上訴はできない。
裁定の解釈、適用について両国間に紛争が生じる場合には、両国は仲裁裁判官の決定に従わなければならない。

## 裁判

### 両国の主張
以下、両国の主張を概説する。
両国間で意見が一致していた主張
- 1906年以前には、領有権を巡る紛争は発生していなかった[4]。
- パルマス島は、アメリカかオランダのいずれか一方にのみ属する[4]。

アメリカの主張
- パルマス島は、オランダの支配が及ぶ前にスペインが16世紀に「発見」した島であり、スペインとの間で結ばれたパリ条約第3条に基づき、アメリカはスペインのフィリピンに対する権原を継承したため、パルマス島はアメリカの領土である[4][2]。
- スペインからアメリカに継承された権原を消滅させる理由はなく、スペインが「発見」した後パルマス島において主権の発現を行ったかどうかを立証する必要はない[4]。
- 当時のスペインのパルマス島に対する主権は、1648年のミュンスター条約でも承認されている[4]。
- パルマス島は地理的にフィリピン・グループの一部であるので、隣接性の原則に基づき、パルマス島に近いフィリピンに対する主権を有する国（=アメリカ）に属する[4]。

オランダの主張
- スペインによる「発見」や、島の領域権原取得の事実は立証されていない[4]。
- オランダは少なくとも1677年から紛争発生時までパルマス島において主権を行使してきており、仮に「発見」による領域権原取得の事実があったとしてもスペインの権原は既に失われている[4]。
- オランダの主権行使は、最初の時期は東インド会社によって代行されてきたものであったが、少なくとも1677年からオランダは主権を保持し、行使してきた[4]。
- オランダはサンギ島の原住民の首長と協約を結び、パルマス島を含む首長の領域に対する宗主権を確立させた[4]。

### 判決

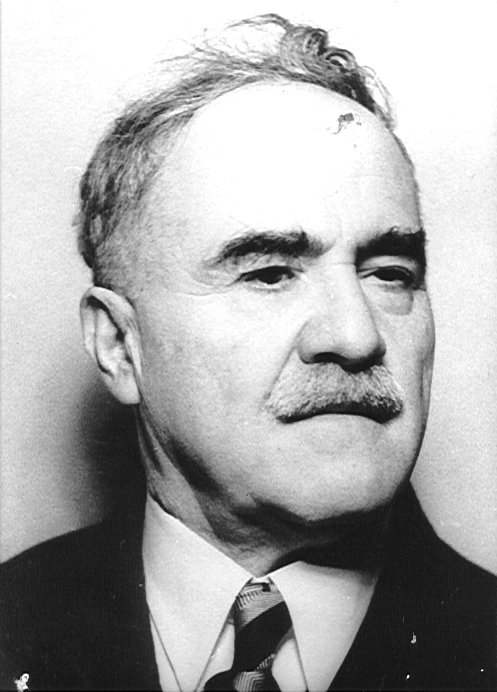
両国が単独仲裁裁判官として指名したマックス・フーバー。

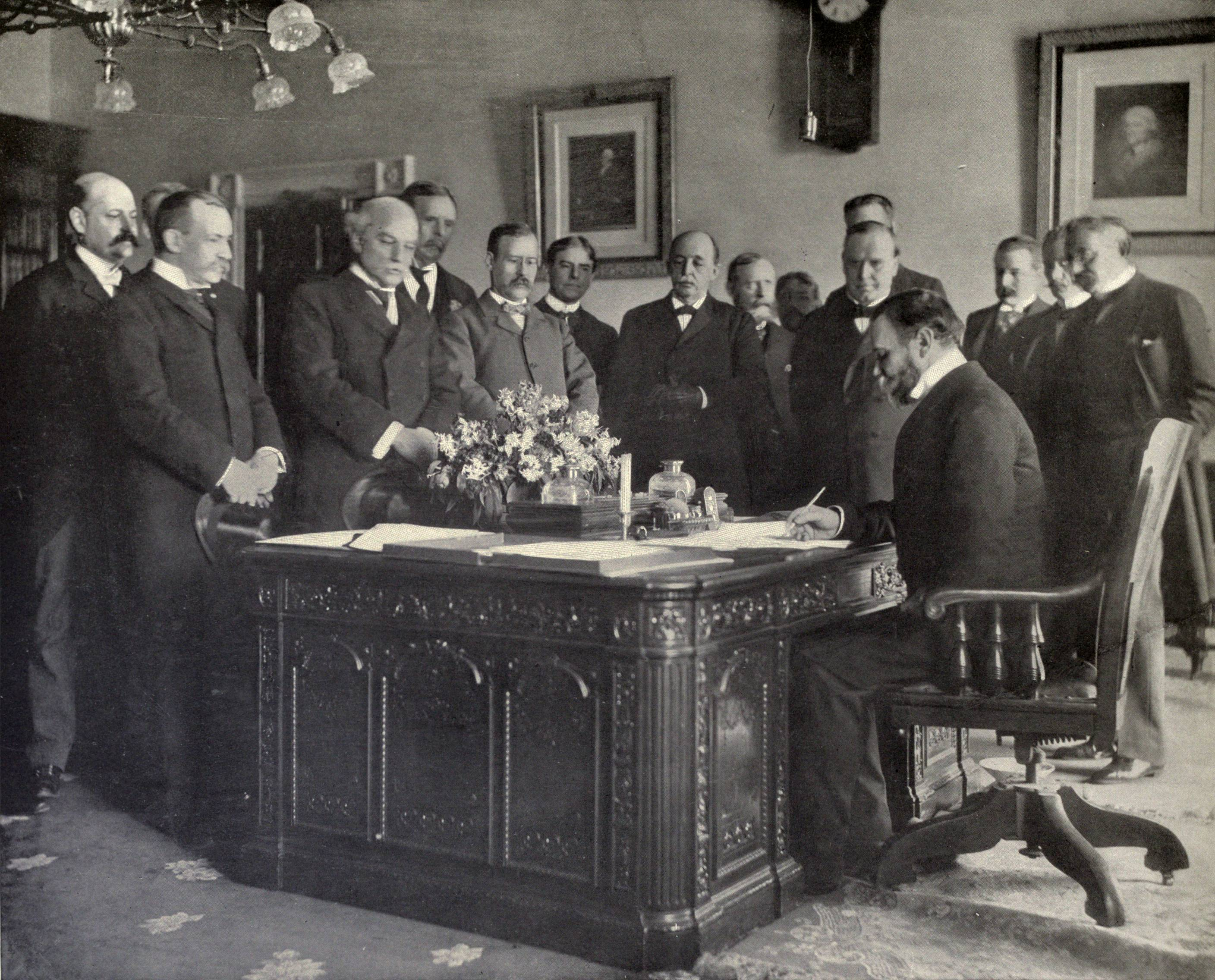
パリ条約署名の様子。マックス・フーバーはこの日を「決定的期日」とした。

両国は仲裁裁判官としてスイスのマックス・フーバーを指名することで合意に至った。以下マックス･フーバーが下した判決を概説する。
- 領域主権に関する一般規則の確認

国家間関係において、主権とは独立を意味する。領域に対する国家の独立とは、他のいかなる国家をも排除し、そこで国家の機能を行使する権利である。他方で領域主権は、自国領域内で他国や他国国民の権利を保護する義務を伴う。なぜなら、領域主権に基づく空間の国家への配分は、国際法で定められる最低限の保護を、諸国民に保障することを目的としているからである。領域の主権に関して紛争が生じる場合には、主権を主張する一方の国家が、もう一方の国家に優位する権原を保持しているかを審議するのが慣習である。一方の国家が現実に主権を行使しているという場合にもう一方の国家は、領域主権が過去の特定の時点で獲得されたことを立証するだけでは不十分で、過去に獲得された領域主権が紛争発生の時点にまで存在し続けてきたことを示さなければならない。他国や他国国民の権利を保護する領域国の義務に鑑みれば、継続的かつ平和的な領域主権の行使がなければ、国家はそのような義務を果たすことはできない。そのため、そのような領域主権の行使は権原として有効である。
- 決定的期日

アメリカの主張は、1898年に結ばれたパリ条約の第3条に基づいた、スペインからアメリカへのパルマス島を含む領域の割譲に基礎を置いている。しかしスペインは、スペイン自身が保持していた以上の権利をアメリカに譲渡することができなかったのは明らかである。したがって、ここで解決すべき問題は、パリ条約の署名・発効の日（決定的期日）において、パルマス島がスペイン領であったかオランダ領であったかという問題である。
- 時際法

16世紀のスペインによるパルマス島の「発見」は、「発見」それ自体が当然に領域主権をスペインに付与したと認めることができる。しかし「発見」によって16世紀に確立されたスペインの領域主権が、決定的期日まで存続していたかという問題が残る。国際法の発展により、16世紀に有効であった国際法規則と19世紀に有効な国際法規則は異なるが、時代によって異なる法体系のうちどの時代の法体系が実際に適用されるのかという問題（時際法）については、権利の創設と権利の存続を明確に区別しなければならない。権利の存続のためには、国際法の発展に従い変化する条件を満たすことが必要とされる。したがって「発見」だけでは、決定的期日にスペインがパルマス島に対する主権を持っていたことを証明するには不十分であり、16世紀当時に未成熟の権原を創設したことが認められるだけである。未成熟な権原は、合理的期間内に実効的支配によって補完されなければならず、他国の継続的かつ平和的な主権の行使に優越するものではない。
- 隣接性の原則の否定

アメリカが主張する隣接性に基づく権原の主張を検討する。ときとしてそのような権原が主張されることがあるが、実定法上の規則としては認められない。この原則は正確性に欠けており、これを適用すれば恣意的な結果をもたらしうる。この原則によって特定の国家に有利な推定を行うことは、前述の領域主権の性格とも矛盾する。よって隣接性の原則を領域主権の問題を決定するための法的方法として許容することはできない。
- 実効的支配

実効的支配と言いうるためには、主権を表示する行為が決定的期日である1898年の時点で存在し、それ以前にもそのような行為が他国が確認できるほどの期間継続的で平和的に存続している必要がある。オランダの主張を検討する。東インド会社は原住民と宗主契約を結び、それによって原住民はオランダとの関係を結んだ。この契約が宗主国と付傭国という植民地関係を確立し、自国領域の一部であるとするのに十分な権原をオランダに付与した。1700年から1906年までオランダは宗主国として平和的に主権を行使しており、さらに決定的期日以前にオランダによる領域主権の行使に対して他国から抗議が行われた記録はなく、オランダによる主権の行使は平和的なものであったと認められる。逆にアメリカは、スペインの領域主権の継承国として、オランダと同等以上の権原を提示することができなかった。
- 結論

パルマス島はオランダ領の一部である。

## 後の影響
「領域主権の継続的かつ平和的行使」による「実効的支配」を強調した上記判決は、島の領有権を巡る領土紛争の古典的なケースとして、後の国際判例に大きな影響を与えた。例えば、1953年にマンキエ島とエクレオ島の領有を巡って英仏間で争われたマンキエ・エクレオ事件国際司法裁判所判決でも、イギリスによる司法権、立法権、地方行政権の行使を国家主権の平和的発現として認め、両島がイギリスの領土であると認められた。さらに上記判決で示された原則は、例えば日中間の尖閣諸島問題など、今だ未解決の領土紛争を語る上でも引用されることがあり、裁判官の名前にちなんで「マックス・フーバー原則」とも呼ばれる。